# Elizabeth d'Espérance

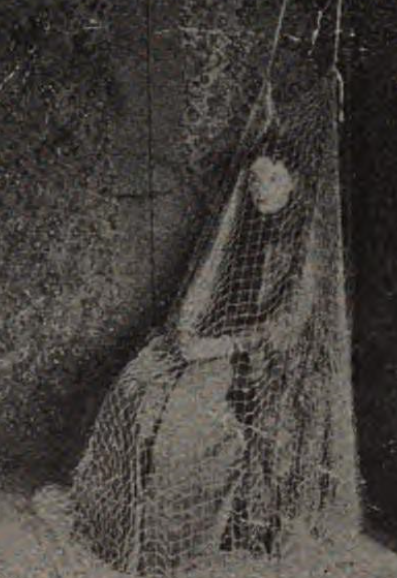
Mme. d'Esperance durante uma sessão, coberta por uma rede, sob controlo num experimento.

Elisabeth d'Espérance, nascida Elizabeth Hope mas melhor conhecida como Mme. d'Espérance (Inglaterra, 1855 - Alemanha, 20 de Julho de 1918), foi uma médium de efeitos físicos e inteligentes, bem como escritora inglesa.

## Biografia
Filha de um comandante de navio, passou a infância num velho casarão no Leste de Londres, que no passado pertencera à família Crommwell. Foi nesse período que começou a ver os espíritos que circulavam no imóvel, mas que ninguém mais via, desacreditando-a e censurando-a por essas referências.
Na adolescência, entre os 13 e os 14 anos de idade, o fenômeno levou a que vivenciasse dificuldades de relacionamento com a sua mãe (que a julgava louca), o que lhe abalou a saúde. O retorno do pai nesse período levou a que, diante da sua palidez e magreza, este a levasse consigo no navio em uma viagem ao Mediterrâneo.
Ao final dessa viagem, a jovem vivenciou uma vez mais o fenômeno, visualizando um veleiro fantasma que atravessou o navio do pai, deixando-a em pânico, no primeiro momento, e depois deprimida, diante da incredulidade do pai e da tripulação.
Após o retorno, a jovem passou dois anos na escola, período durante o qual não registrou visões. Ao final do período, necessitando, como as demais alunas, concluir as suas tarefas e preparar-se para os exames finais. Uma das tarefas era uma composição com o tema "O que é a Natureza", acerca da qual a jovem não conseguia inspiração. Nas vésperas do dia da entrega, sem ter concluído o trabalho, tentou passar a noite escrevendo-a, sem conseguir. Na manhã seguinte, ao acordar, encontrou-a pronta, com a sua letra, inexplicavelmente.
Aos 19 anos de idade foi desposada pelo Sr. Reed (1874, passando o casal a residir em Newcastle upon Tyne. Isolada na nova residência, com a companhia do marido e de um ou outro visitante, passou a conviver com as visões, o que muito a angustiou. Nesta época, ouviu falar no espiritismo e nas mesas girantes, por intermédio de um casal amigo.
Encontrando-se a sua mãe doente, necessitando submeter-se a uma cirurgia, Elizabeth encontrava-se há algum tempo sem notícias do pai, cujo conselho urgente necessitava acerca do melhor tratamento para a mãe. Consultada a mesa, esta informou corretamente o paradeiro do pai, fornecendo inclusive o nome da embarcação a bordo da qual se encontrava (o "Lizzie Morton" em Swansea).
Posteriormente, outros fenômenos se registraram, tornando-se patente a mediunidade de Mme. d'Espérance. Em busca de um modo mais rápido de comunicações, o que melhor resultado produziu foi a psicografia, passando nesta etapa a identificar-se os espíritos que acompanhavam aquele grupo familiar de estudos.
Com o domínio da psicografia, d'Esperance começou a perceber figuras luminosas no ambiente, que começou a desenhar. Tendo a notícia se espalhado na comunidade, diversas pessoas procuraram assistir às sessões, na esperança de obterem retratos dos parentes e amigos falecidos. Entre estes, destacou-se Thomas P. Barkas, passando a inquirir os espíritos sobre assuntos científicos. O nível das respostas era, muitas vezes, superior ao do próprio Barkas. Sobre essas experiências, Barkas registrou:
"Deve ser geralmente admitido que ninguém pode, por um esforço normal, responder com detalhes, a perguntas críticas obscuras em muitos setores difíceis da ciência com que não se é familiarizado. Além disso, deve-se admitir-se que ninguém pode ver normalmente e desenhar com minuciosa precisão em completa obscuridade; que ninguém pode, por meios normais de visão, ler o conteúdo de uma carta fechada, no escuro; que ninguém, que ignore a língua alemã, possa escrever com rapidez e exatidão longas comunicações em alemão. Entretanto, todos esses fenômenos foram verificados com essa médium e são tão acreditados quanto as ocorrências normais da vida diária."
Devido à perda dos pais e a uma série de problemas domésticos, a saúde da médium foi uma vez mais abalada. Para recuperar, viajou para o Sul da França, conseguindo-o. No regresso, dirigiu-se à Suécia para visitar um casal membro do seu antigo grupo de estudos, com quem se dirigiu a Leipzig, na Alemanha, onde conheceu o Prof. Friedrich Zöllner. Graças a um incidente quando pretendia regressar à Inglaterra, passou algum tempo em Breslau, onde conheceu um amigo do Prof. Zöllner, o Prof. Friese.
De volta a Londres, reconstituiu o seu grupo, retomando as experiências. Neste novo ciclo, em câmara escura, passou a produzir-se ectoplasma, reproduzindo-se formas humanas. Foram produzidos ainda aportes de plantas e flores vivas e inteiras.
Mme. d’Espérance publicou muitos artigos na imprensa espiritualista. Três anos após ter publicado a sua auto-biografia ("Shadow Land"), publicou "Northern Lights".
Adoeceu gravemente após um acidente em 1893 durante uma sessão em Helsínquia, na Finlândia, quando um pesquisador agarrou de súbito o espírito "Yolanda" materializado, na ânsia de comprovar a existência de fraude no fenômeno. A súbita desmaterialização do espírito e o reflexo decorrente no organismo da médium deixaram sequelas.
Com a eclosão da Primeira Guerra Mundial (1914-1918), encontrando-se a residir na Alemanha, viu-se praticamente prisioneira. Todos os seus papéis foram confiscados, inclusive o manuscrito de um segundo volume do "Shadow Land", aparentemente destruído.
Mme. d’Espérance é a autora espiritual do romance "A Noiva", ditado ao médium Jairo Avellar.

## Experiências científicas sobre a mediunidade
Durante sua vida, Mme. d'Espérance teve sua mediunidade estudada por diferentes pesquisadores. O Dr. William Oxley conseguiu cultivar por três meses uma planta materializada pela médium, que permaneceu durante esse tempo dentro de uma estufa. Outros estudos foram realizados por Alexander Aksakof e pelo prof. Butlerof, catedrático de Química da Universidade de São Petersburgo, todos obtendo resultados satisfatórios de acordo com suas intenções.